# Kremenca
Kremenca je naselje u slovenskoj Općini Cerknici. Kremenca se nalazi u pokrajini Notranjskoj i statističkoj regiji Notranjsko-kraškoj. 

## Stanovništvo
Prema popisu stanovništva iz 2002. godine naselje je imalo 40 stanovnika.